# Єсипов Олександр Геннадійович
Олександр Геннадійович Єсипов (нар. 14 вересня 1965, Харків, УРСР — пом. 12 січня 2011, Харків, Україна) — радянський та український футболіст, нападник. Переможець Спартакіади народів СРСР (1986), володар Кубка СРСР (1988). Учасник чемпіонату світу з футболу серед молодіжних команд 1985 року. Майстер спорту СРСР (1986).

## Клубна кар'єра
Вихованець харківського спортінтернату, перший тренер — М.М. Кольцов У 1982 році грав за дубль «Металіста».
З 1983 по 1991 рік грав за «Металіст» у вищій лізі чемпіонату СРСР. Дебют Олександра в основному складі відбувся 29 серпня 1983 року в домашньому матчі «Металіста» з кишинівською командою «Ністру». У харківській команді в різних турнірах провів 101 матч. З них 72 — в чемпіонатах СРСР. Володар Кубка СРСР 1988 року. У фіналі не грав. У сезоні 1988/89 років — учасник матчів розіграшу Кубка володарів кубків (4 гри, 123 хвилини на полі).
У 1992 році, після розпаду СРСР, українські команди розпочали виступи в чемпіонатах України. Єсипов, зігравши за «Металіст» 5 матчів в першому і один у другому чемпіонатах, покинув харківську команду. Надалі виступав у «Кремені», запорізькому «Торпедо», «Темпі» і «Миколаєві».
Навесні 1996 року повернувся в «Металіст», який виступав у першій лізі. Усього шість неповних матчів відіграв Олександр в складі харків'ян, після чого завершив ігрову кар'єру. Після цього намагався тренувати аматорський клуб «Світ Шахтаря», але почав зловживати алкоголем. 12 січня 2011 року помер у Харкові

## Кар'єра в збірній
У складі збірної СРСР — учасник чемпіонату світу серед молодіжних команд 1985 року. У матчах залишався в запасі, на поле не виходив.
Залучався до матчів збірної УРСР. Переможець Спартакіади народів СРСР (1986 рік, у фінальному матчі виходив в основному складі). У 1986 році завдяки успіху збірної УРСР, всі українські футболісти отримали звання «Майстер спорту СРСР».

## Досягнення

### Командні
«Металіст» (Харків)
- Кубок СРСР
  -  Володар (1): 1988

УРСР
- Спартакіада народів СРСР
  -  Володар (1): 1986

### Індивідуальні
- Майстер спорту СРСР (1986)